# 手抓蕉叶饭

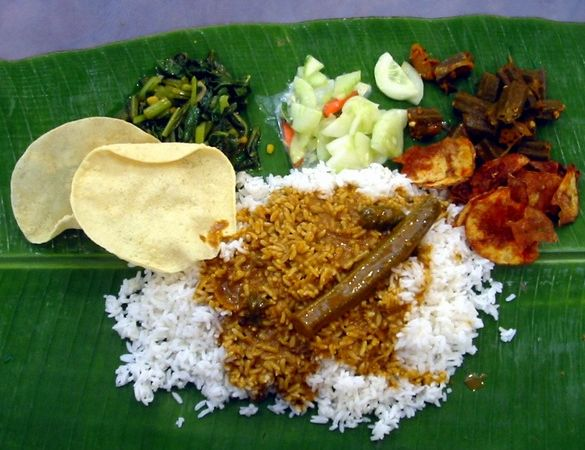
图为马来西亚的印度手抓蕉叶饭

手抓蕉叶饭（Banana leaf rice）是典型的南印度食品 。
手抓蕉叶饭一般将白米饭（或在一些传统南印度饭店裡使用速煮米）放在芭蕉叶上，再配有蔬菜、咖喱肉或咖喱鱼、印度式腌菜，有的还配有炸圆面包。传统的吃法是手抓。
使用芭蕉叶是为了使热饭能够散发至包装的芭蕉叶上，从而达到帮助消化的效果。

## 外部連結
- 知食份子手抓蕉葉飯 （页面存档备份，存于）